# Bodysong
Bodysong — дебютний сольний альбом гітариста Radiohead Джонні Ґрінвуда. Це саундтрек до однойменного документального фільму. Альбом вийшов 27 жовтня 2003 року у Великій Британії та 24 лютого 2004 року у США.
Цифровий ремастеринг перевиданий на CD і вінілі 18 травня 2018 року. Брат Ґрінвуда, басист Radiohead Колін, взяв участь у записі альбомі та грає на бас-гітарі. Реліз примітний тим, що став першим сольним альбомом, який випустив хтось з учасників Radiohead. Наразі Колін Ґрінвуд (брат Джонні) є єдиним учасником Radiohead, який ще не випустив жодного сольного матеріалу.
Твір «Convergence» був використаний у саундтреці Ґрінвуда до фільму There Will Be Blood 2007 року. Включення треку разом з уривками іншого твору Ґрінвуда, «Popcorn Superhet Receiver», дискваліфікувало саундтрек з премії Оскар 2008 року, оскільки партитура не може містити вже існуючу музику.

## Трек-лист
Вся музика написана і спродюсована Джонні Ґрінвудом.
| #     | Назва                                  | Тривалість |
| ----- | -------------------------------------- | ---------- |
| 1.    | «Moon Trills»                          | 5:17       |
| 2.    | «Moon Mall»                            | 1:12       |
| 3.    | «Trench»                               | 2:38       |
| 4.    | «Iron Swallow»                         | 2:07       |
| 5.    | «Clockwork Tin Soldiers»               | 3:48       |
| 6.    | «Convergence»                          | 4:26       |
| 7.    | «Nudnik Headache»                      | 2:16       |
| 8.    | «Peartree»                             | 3:06       |
| 9.    | «Splitter»                             | 3:57       |
| 10.   | «Bode Radio/Glass Light/Broken Hearts» | 4:36       |
| 11.   | «24 Hour Charleston»                   | 2:39       |
| 12.   | «Milky Drops from Heaven»              | 4:44       |
| 13.   | «Tehellet»                             | 3:40       |
| 44:36 |                                        |            |

## Персоналії
- Джонні Ґрінвуд — піаніно, Хвилі Мартено, гітара, банджо, продюсування

- Грем Стюарт — продюсування, запис
- Шин Катан — художнє оформлення
- Стенлі Донвуд — художнє оформлення
- Джуліан Аргуельєс — саксофон (9, 12)
- Джерард Пресенсер — труба (9, 12)
- Колін Ґрінвуд — бас-гітара, програмування (11)
- Джеремі Браун — бас-гітара (9, 12)
- Джин Кальдераццо — барабани (9, 12)
- The Emperor Quartet — струнні (4, 10, 13)
  - Мартін Берджесс — скрипка
  - Клер Хейс — скрипка
  - Фіона Бондс — альт
  - Вільям Шофілд — віолончель